# CD Puertollano
Der Club Deportivo Puertollano war ein spanischer Fußballverein aus der Stadt Puertollano, Kastilien-La Mancha. Der 1948 gegründete Klub spielte 11 Spielzeiten in der Segunda División, der zweithöchsten spanischen Spielklasse.

## Geschichte
Der Verein wurde 1948 unter dem Namen CF Calvo Sotelo gegründet, nach der Empresa Nacional Calvo Sotelo (Encaso), einem petrochemischen Staatsunternehmen mit Sitz in Puertollano, zu dem der Verein gehörte. In der Saison 1950/51 spielte man erstmals in der Tercera División, in der man zehn Jahre lang verblieb, bis man 1965/65 schließlich in die Segunda División einzog. Im Jahr 1971 stieg der Club in die damals noch drittklassige Tercera División ab, um später noch zweimal in die Segunda División zurückzukehren: für drei Spielzeiten (1975) bzw. für eine (1984). In der Saison 1988/89 wurde der Verein in Puertollano Industrial CF umbenannt. Die Anlagen von Encaso gehörten inzwischen zu Repsol. Nach dieser Saison stieg man aus der Tercera División in das regionale Ligasystem ab, aus dem aber in der Saison 1989/90 der sofortige Wiederaufstieg gelang. 1999 fusionierte Puertollano Industrial mit dem im Regionalsystem spielenden FC Puertollano und nahm die Bezeichnung Unión Deportiva Puertollano an.
Nach dem Aufstieg in der Saison 2005/06 spielte der Club in der drittklassigen Segunda División B. Zur Saison 2010/11 nannte der Verein sich erneut um und firmierte seitdem unter dem Namen Club Deportivo Puertollano. Im Sommer 2015 löste sich der Verein wegen Zahlungsunfähigkeit auf.

## Stadion
CD Puertollano spielte im Estadio Francisco Sánchez Menor, welches eine Kapazität von 8.000 Zuschauern hat. 